# Ri Yong-chol
Ri Yong-chol (ur. 26 stycznia 1977) – północnokoreański zapaśnik w stylu wolnym. Dwukrotny uczestnik mistrzostw świata, czternasty w 2005. Zdobył brązowy medal na igrzyskach azjatyckich w 2006. Ma na koncie tytuł mistrza Azji z 2004 i 2006, a także srebro z 2005 i brąz z 2007 roku.